# (6912) Grimm
(6912) Grimm ist ein Asteroid des Hauptgürtels, der am 8. April 1991 vom belgischen Astronomen Eric Walter Elst am La-Silla-Observatorium (IAU-Code 809) der Europäischen Südsternwarte in Chile entdeckt wurde.
Der Asteroid wurde nach dem deutschen Schriftsteller, Journalisten, Theater- und Musikkritiker und Diplomaten Friedrich Melchior Grimm (1723–1807) benannt.